# Cătălin Croitoru
Cătălin Croitoru (n. 11 septembrie 1954, București, România) este un politician român, fost lider sindical, senator de București în parlamentul României din partea Partidului Social-Democrat (PSD). A fost ales deputat in 2008 din partea Partidului Democrat Liberal (PDL) în care a fost înscris în perioada 1977-2012. Cunoscut mai ales pentru activitatea în sindicatul „Federația Educației Naționale”, a intrat în PDL în primăvara lui 2008. În toamna aceluiași an, a candidat din partea noului său partid pentru un loc în Camera Deputaților și a fost ales în colegiul 10 din București. În 2009, a fost nominalizat în funcția de ministru al educației în al doilea guvern Boc, dar aceasta nu s-a concretizat. Croitoru a declinat oferta dupa doua zile de la nominalizare. În cele din urmă, ministru a fost numit Daniel Funeriu, care a implementat reforme ale sistemului de educație; deși partidul nu l-a susținut pe Funeriu la votul în Parlament, Croitoru a criticat în mai multe rânduri acțiunile ministrului. În aprilie 2012, Și-a dat demisia din PDL Și s-a înscris în PSD. La alegerile parlamentare din 9 decembrie 2012, a fost ales senator pe listele Uniunii Social-Liberale (USL), din partea PSD.

## Critici
În timpul exercitării funcției de deputat, Cătălin Croitoru și-a angajat pe fiul său în funcția de consilier juridic  al propriului birou parlamentar cu venituri totale 55.038 ron, încălcând astfel articolul 70 din Legea 161/2003 privind conflictul de interese administrativ. În mod similar și-a angajat și pe nora sa în calitate de consilier tot la același birou parlamentar cu venituri totale de 37.399 ron.